# Bota de Oro 1985-86

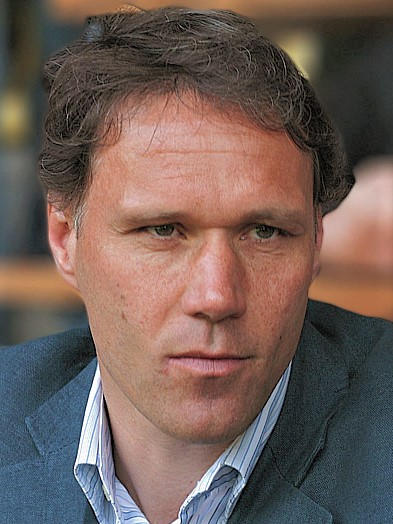
Marco van Basten ganador de la bota de oro 1985-86.

La Bota de Oro 1985-86 fue un premio entregado por la European Sports Magazines al futbolista que logró la mayor cantidad de goles en la temporada europea.
El ganador de este premio fue el jugador neerlandés Marco van Basten por haber conseguido 37 goles en la Eredivisie. van Basten ganó la bota de oro cuando jugaba para el equipo Ajax Ámsterdam.

## Resultados
| Posición | Futbolista       | Club                     | Campeonato              | Goles |
| -------- | ---------------- | ------------------------ | ----------------------- | ----- |
| 1        | Marco van Basten | Ajax Ámsterdam           | Eredivisie              | 37    |
| 2        | Oleg Protásov    | FC Dnipro Dnipropetrovsk | Liga Premier de Ucrania | 36    |
| 3        | Tanju Çolak      | Samsunspor               | Superliga de Turquía    | 33    |
| 3        | Anton Polster    | FK Austria Viena         | Bundesliga (Austria)    | 33    |